# 세라 길버트
세라 길버트(Sara Gilbert, 1975년 1월 29일 ~ )는 미국의 배우다. 《로잔느 아줌마》(1988-97)로 프라임타임 에미상 코미디 시리즈 부문 여우조연상 후보에 두 차례 올랐다.

## 출연 작품

### 영화
- Calamity Jane (1984)
- Sudie and Simpson (1990)
- 야성녀 아이비 (1992)
- Dead Beat (1994)
- 데저트 블루 (1998, Desert Blue)
- 힙합 쿠테타 (1999)
- Jack and the Beanstalk (1999) - 애니메이션
- 빅 티즈 (1999, The Big Tease)
- $30 (1999) - 단편
- 라이딩 위드 보이스 (2001)
- 에이티 포 브래디 (2023)

### 텔레비전
- 로잔느 아줌마 (1988-97, 2018)
- ABC Weekend Special (1988) - "Runaway Ralph" 편
- CBS Schoolbreak Special (1992) - "50 Simple Things Kids Can Do to Save the Earth" 편
- 심슨 가족 (1992, 1994)
- 새터데이 나이트 라이브 (1994)
- Sports Theater with Shaquille O'Neal (1998) - "Broken Record" 편
- Welcome to New York (2000-01)
- Biography (2001) - 멀리사 길버트 편
- 24 (2002)
- 윌 앤 그레이스 (2003)
- 엘런 디제너러스 쇼 (2003-21)
- Twins (2005-06)
- 빅뱅 이론 (2007-10, 2016)